# Скляна мечеть
Мадіна масджид, Скляна мечеть — це перша і єдина мечеть зі скла в Індії. Крім того, розташована в столиці штату Мегхалая, місті Шиллонг, є найбільшою мечеттю на північному сході країни. Зведення мечеті, побудованої коштом Союзу Мусульман Шиллонга і пожертвування мусульман, велося півтора року. 18 жовтня 2012 відбулося її урочисте відкриття.
Купол та мінарети молельного будинку повністю виконані зі скла. Мечеть є чотириповерховою будівлею висотою 36 метрів (120 футів) висотою і шириною 18 метрів (61 фут). Місткість приміщень понад 2000 осіб. Під час проектування були передбачені окремі зали для чоловіків та жінок. Особливістю мечеті є також нічне підсвічування. Така прикраса за задумом будівельників робить мечеть привабливою як для вірян, так і туристів.
Побудована як символ єдності всіх релігій. На території розташований марказ - богословський інститут, в якому навчаються майбутні імами, проходять відкриті лекції та уроки. Обладнана сучасною ісламською бібліотекою. Комплекс мечеті також включає притулок для дітей-сиріт під назвою Мехерба, в якому вже розміщується 51 дитина.